# أمير أباد (كليبر)
أمير أباد هي قرية في مقاطعة كليبر، إيران. عدد سكان هذه القرية هو 535 في سنة 2006.